# Ханнингтон, Джеймс
Джеймс Ханнингтон (3 сентября 1847 — 29 октября 1885) — британский англиканский миссионер, первый англиканский епископ в Восточной Африке. Англиканской церковью почитается как мученик и святой.

## Биография
Родился в Хартерспойнте в достаточно богатой семье — его отец был владельцем склада и нескольких магазинов. С раннего детства Ханнигтон отличался любовью к естествознанию и приключениям, что стоило ему потери большого пальца от неосторожного обращения с порохом. До тринадцати лет получал домашнее образование, затем был отправлен учиться в Брайтонскую храмовую школу, но там не делал больших успехов и оставил её в возрасте пятнадцати лет, начав работать в конторе своего отца в Брайтоне. Однако у него не было желания и способностей к работе клерка, и большую часть своего времени он проводил на паровой яхте, предпринимая путешествия по Европе, а также записался в 1-й Суссекский добровольческий артиллерийский полк, где в скором времени дослужился до командира батареи, а позднее получил звание майора.

## Служение
В двадцать один год он решил стать священником и поступил в Сент-Мери-Холл в Оксфорде, где имел большое влияние на своих товарищей-студентов, но сам вновь оказался никудышным учеником, а в 1870 году вообще практически прекратил занятия и удалился в небольшую деревню Мартинхо в Девоне, где предавался чтению, путешествиям по крутым утёсам и пещерам и собиранию яиц чаек. В 1872 году, однако, на него произвела большое впечатление смерть его матери; под влиянием этого события он вернулся к учёбе, получил степень бакалавра искусств и в 1873 году был рукоположён в сан дьякона и отправлен в небольшой приход Трентишо в Девоне, а в 1875 году получил место викария в родном Хартерспойнте в церкви Св. Георгия.
В начале 1882 году Ханнингтон услышал об убийстве двух миссионеров на берегах озера Виктория в Восточной Африке и добровольно предложил себя Миссионерскому обществу в качестве миссионера в Африке. 17 мая 1882 года он во главе группы из шести миссионеров прибыл на корабле в Занзибар, а оттуда отправился в Уганду, но, почти сразу же серьёзно заболев лихорадкой и дизентерией, был вынужден вернуться в Англию в 1883 году. Поправив здоровье, он был в июне 1884 года назначен епископом Восточной Экваториальной Африки и в январе 1885 года вновь предпринял путешествие туда, по пути остановившись в Палестине, а по пути во Фреретаун около Момбасы посетил множество населённых пунктов в этом районе. Ханнингтон загорелся идеей проложить новый маршрут в Уганду, ввиду чего в сопровождении носильщиков-христиан отправился в королевство Буганда к берегам Виктории, до которого благополучно добрался. Его прибытие, однако, породило у местных жителей недоверие, и по приказу короля Мванги его поселили в грязной хижине, кишевшей крысами и паразитами. Через восемь дней были убиты все его спутники, а сам он был казнён 29 октября 1885 года: его проткнули копьями с обеих сторон тела. Его последними словами, как считается, были «Пойдите, скажите Мванге, что я купил дорогу к Уганде своей кровью». Его записки об Африке были изданы в 1888 году.